# Хаггис, Пол
Пол Ха́ггис (англ. Paul Haggis; род. 10 марта 1953, Лондон, Онтарио, Канада) — канадско-американский сценарист, продюсер и кинорежиссёр. Он начинал свою карьеру как создатель различных американских и канадских телесериалов.

## Ранние годы
Пол Хаггис родился в Лондоне, Онтарио, в семье Мэри Ивонн (урождённая Меткалф) и Эдварда Г. Хаггиса. Театр «Галерея» в Лондоне, Онтарио принадлежал его родителям, и Хаггис, благодаря работе в театре получил свой первый опыт в области искусства. Он учился в дополнительной начальной школе Св. Томаса и, вдохновлённый творчеством Альфреда Хичкока и Жана-Люка Годара, позже перешёл изучать искусство в Среднюю школу Х. Б. Била. После просмотра фильма Микеланджело Антониони «Фотоувеличение», он отправился в Англию, чтобы научиться профессии фотографа. Хаггис позже вернулся в Канаду, чтобы продолжить изучение кино в Феншо Колледж. В 1975 году Хаггис переехал в Лос-Анджелес, чтобы начать карьеру сценариста, устроившись на работу на телевидение.

## Карьера
Хаггис начинал работать сценаристом телевизионных программ, таких как «Лодка любви», «Однажды за один раз», «Различные ходы» и «Факты из жизни». В сериале «Факты из жизни» он впервые попробовал себя в качестве продюсера. В 1980-х и 1990-х Хаггис писал сценарии для нескольких сериалов, в том числе «Шоу Трейси Ульман», «Строго на юг» и «Закон Лос-Анджелеса». Он был одним из создателей телесериала «Крутой Уокер: правосудие по-техасски» и «Семейное право» (в этом сериале он также выступил исполнительным продюсером).
Он добился признания коллег-кинематографистов за свою работу в фильме «Малышка на миллион», который Allmovie назвал «серьёзным достижением» как продюсера и «первым заметным опытом в художественных фильмах». Хаггис прочитал два рассказа, написанных Джерри Бойдом, тренером по боксу, который писал под псевдонимом Ф. Кс. Тул. Хаггис приобрёл права на эти истории и на их основе написал сценарий, по которому и поставили фильм. Клинт Иствуд сыграл главного персонажа, а также выступил в качестве режиссёра фильма. «Малышка на миллион» получила четыре «Оскара», в том числе в категории «Лучший фильм».
После «Малышки на миллион» Хаггис работал над фильмом «Столкновение». На этот раз он сам придумал оригинальную идею, а затем написал сценарий и снял фильм, что позволило ему больше контролировать процесс создания картины. «Столкновение» стал его вторым полнометражным фильмом в карьере (первым был фильм «Красная жара» 1993 года). Критический приём «Столкновения» был положительным, а Роджер Эберт назвал его лучшим фильмом 2005 года. Он получил премию «Оскар» в номинациях «Лучший фильм», «Лучший монтаж» и «Лучший оригинальный сценарий», а также ещё три номинации. Хаггис получил две премии: «Лучший фильм» (как продюсер) и «Лучший оригинальный сценарий». Он стал первым человеком, кто написал сценарий к двум лучшим фильмам года подряд.
Среди недавних проектов замечены фильмы о Джеймсе Бонде: «Казино „Рояль“» и «Квант милосердия», где он выступил как сценарист. В 2007 году он снял по статье Марка Боала, опубликованной в журнале Playboy, фильм «В долине Эла», рассказывающий об отце, ищущего причину гибели своего сына, недавно вернувшегося из зоны военных действий в Ираке. Кинолента была удостоена Приза всемирной католической ассоциации по коммуникациям (SIGNIS) на 64-м Венецианском кинофестивале.

## Личная жизнь
C 1977 до 1994 год состоял в браке с Дианной Джетесс, которая родила ему трёх дочерей. С 1997 по 2012 год был женат на актрисе и певице Деборе Реннард, которая родила ему сына Джеймса.
В 2009 году создал некоммерческую организацию Artists for Peace and Justice, которая оказывает помощь бедной молодёжи в Республики Гаити.
Хаггис был членом Церкви саентологии и утверждал, что активно участвовал в организации в течение 35 лет. Он покинул организацию в октябре 2009 года. Хаггис пошёл на такой шаг из-за заявления, сделанного в Сан-Диего местным отделением Церкви саентологии в поддержку Предложения 8, которое требует законодательно запретить однополые браки в Калифорнии. Хаггис написал Томми Дэвису, представителю Церкви саентологии, с предложением осудить этот законопроект, и когда Дэвис ответил молчанием, Хаггис заявил, что «Молчание — знак согласия, Томми. Я отказываюсь дать своё согласие». Далее он перечислил другие претензии к саентологии, включая запреты на отношения со всеми своими прежними друзьями и выбрасывание в СМИ секретной информации о бывших членах общины, покинувших организацию. The Observer прокомментировал уход Хаггиса из саентологии таким образом: «решение Хаггиса бросить саентологию, как представляется, вновь вызвало трудности в области пиара не в последнюю очередь из-за своей зависимости от денег голливудских звёзд как источника дохода от своих самых дорогих курсов и рекламы для церкви». В 2015 году Хаггис рассказал историю своего пребывания в Церкви саентологии в документальном фильме Алекса Гибни «Наваждение» («Путь к клиру: саентология и темница веры»).
Хаггис живёт в Санта-Монике. В интервью Дэну Разеру сказал, что является атеистом.

## Фильмография

### Телевидение
| Год       |    | Русское название                                   | Оригинальное название                 | Роль                          |
| --------- | -- | -------------------------------------------------- | ------------------------------------- | ----------------------------- |
| 1975      | с  | Однажды за один раз                                | One Day at a Time                     | сценарист                     |
| 1977      | с  | Лодка любви                                        | The Love Boat                         | сценарист                     |
| 1978      | с  | Различные ходы                                     | Diff'rent Strokes                     | сценарист                     |
| 1979      | с  | Факты из жизни                                     | The Facts of Life                     | продюсер, сценарист           |
| 1979      | с  | Комедийно-приключенческое шоу Пластичного человека | The Plastic Man Comedy/Adventure Show | сценарист                     |
| 1980      | с  | Шоу Ричи Ричи и Скуби-Ду                           | The Ri¢hie Ri¢h/Scooby-Doo Show       | сценарист                     |
| 1980      | с  |                                                    | Heathcliff                            | сценарист                     |
| 1986      | с  | Закон Лос-Анджелеса                                | L.A. Law                              | сценарист                     |
| 1987      | с  | Шоу Трейси Ульман                                  | The Tracey Ullman Show                | сценарист                     |
| 1987      | с  | Тридцать с чем-то                                  | thirtysomething                       | продюсер, сценарист           |
| 1987      | с  |                                                    | The Return of the Shaggy Dog          | сценарист                     |
| 1993      | с  | Крутой Уокер: правосудие по-техасски               | Walker, Texas Ranger                  | сценарист                     |
| 1994      | с  | Строго на юг                                       | Due South                             | режиссёр, продюсер, сценарист |
| 1997      | с  | Строго на юг                                       | Due South                             | сценарист                     |
| 1998      | с  |                                                    | Ghost of a Chance                     | режиссёр, продюсер, сценарист |
| 1999      | с  | Семейное право                                     | Family Law                            | режиссёр, продюсер, сценарист |
| 2003      | с  | Мистер Стерлинг                                    | Mister Sterling                       | сценарист                     |
| 2005      | с  | Уокер, техасский рейнджер: Испытание огнём         | Walker, Texas Ranger: Trial by Fire   | сценарист                     |
| 2007      | с  | Братья Донелли                                     | The Black Donnellys                   | режиссёр, продюсер, сценарист |
| 2008—2009 | с  | Столкновение                                       | Crash                                 | продюсер                      |
| 2015      | мс | Покажите мне героя                                 | Show Me a Hero                        | режиссёр, продюсер            |

### Кинематограф
| Год  |   | Русское название                | Оригинальное название                             | Роль                                      |
| ---- | - | ------------------------------- | ------------------------------------------------- | ----------------------------------------- |
| 1993 | ф | Красная жара                    | Red Hot                                           | режиссёр, сценарист                       |
| 2004 | ф | Малышка на миллион              | Million Dollar Baby                               | сценарист, продюсер                       |
| 2004 | ф | Столкновение                    | Crash                                             | режиссёр, сценарист, продюсер, композитор |
| 2006 | ф | Прощальный поцелуй              | The Last Kiss                                     | сценарист                                 |
| 2006 | ф | Письма с Иводзимы               | Letters from Iwo Jima                             | сценарист, продюсер                       |
| 2006 | ф | Флаги наших отцов               | Flags of Our Fathers                              | сценарист                                 |
| 2006 | ф | Казино «Рояль»                  | Casino Royale                                     | сценарист                                 |
| 2007 | ф | В долине Эла                    | In the Valley of Elah                             | режиссёр, сценарист, продюсер             |
| 2008 | ф | Квант милосердия                | Quantum of Solace                                 | сценарист                                 |
| 2009 | ф | Терминатор: Да придёт спаситель | Terminator Salvation                              | сценарист                                 |
| 2010 | ф | Три дня на побег                | The Next Three Days                               | режиссёр, сценарист, продюсер             |
| 2013 | ф | Третья персона                  | Third Person                                      | режиссёр, сценарист, продюсер             |
| 2015 | ф | Наваждение                      | Going Clear: Scientology and the Prison of Belief | участник                                  |